# Faro de Punta de Dunnet
El Faro de Punta de Dunnet (en inglés: Dunnet Head Lighthouse) es un faro situado en la Punta de Dunnet, en el punto más septentrional de la isla de Gran Bretaña, llamado Punta Eastern, en el antiguo condado de Caithness y ahora consejo (council area) de Highland. Es también el punto más cercano a las islas Orcadas. Este hecho supuso la instalación durante la Segunda Guerra Mundial de baterías de artillería para la defensa de la base naval británica de Scapa Flow situada en dichas islas.

## Historia

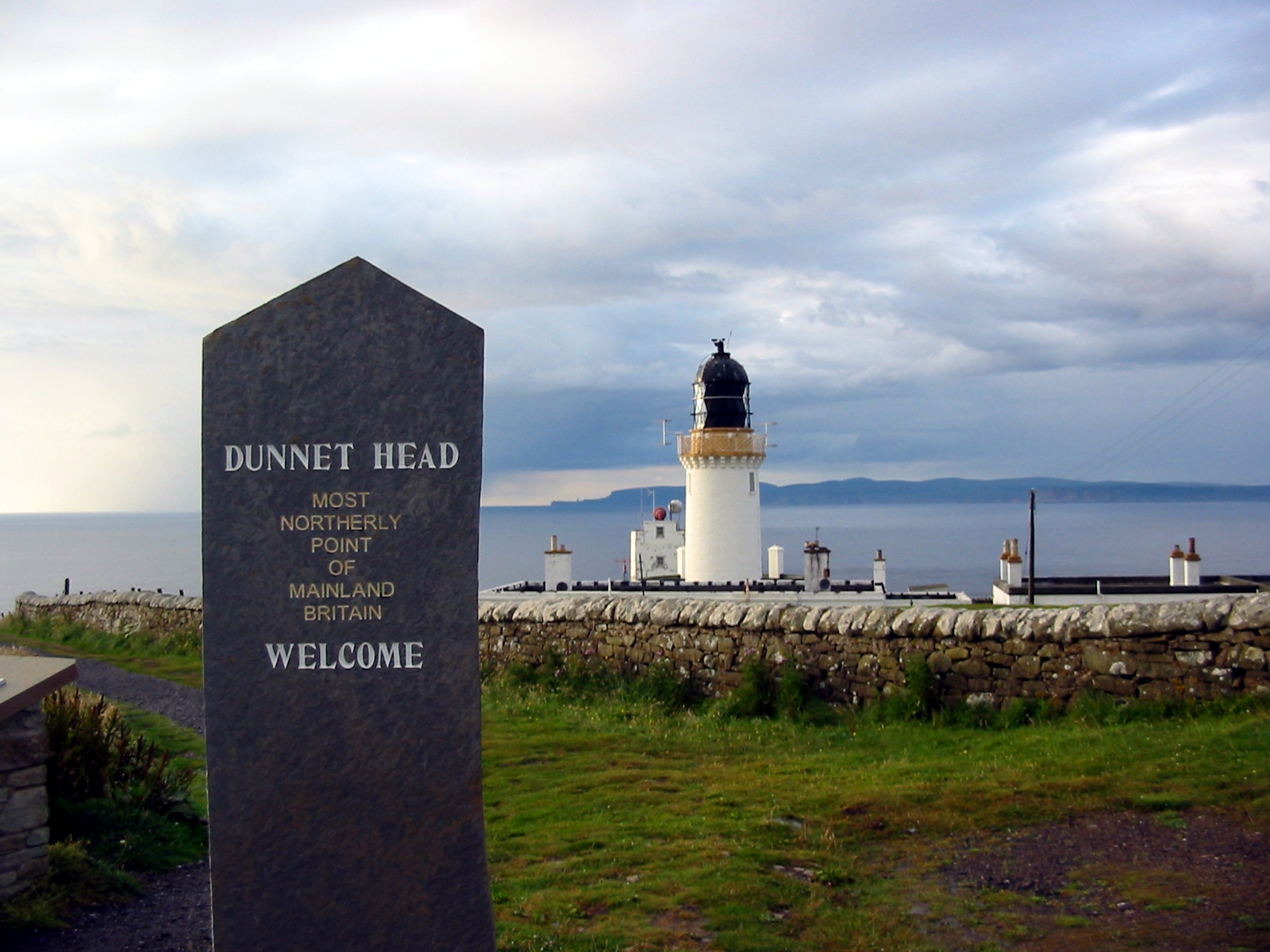
Placa que indica la posición más al norte de la isla de Gran Bretaña. Al fondo el faro de Punta de Dunnet.

Es uno de los muchos faros diseñados y construidos por el ingeniero civil Robert Stevenson. Entró en servicio en 1831. En 1852 le fue cambiada su óptica original a una de lentes dióptricas. Fue automatizado en 1989 y controlado desde el centro de control que el Nothern Lighthouse Board, el organismo regulador de las ayudas a la navegación de Escocia y la Isla de Man, tiene en Edimburgo.
En 1899 se instaló una señal sonora, pero fue necesario años después colocarla más cerca del faro debido a que la erosión del acantilado amenazaba con derribarla. En 1952 se instaló una tercera señal que fue desactivada en 1987.

## Características
El faro emite grupos de 4 destellos de luz blanca en un ciclo de 30 segundos. Tiene un alcance nominal nocturno de 23 millas náuticas.